# Neuried, München
Neuried (bei München) este o comună din districtul München, landul Bavaria, Germania.

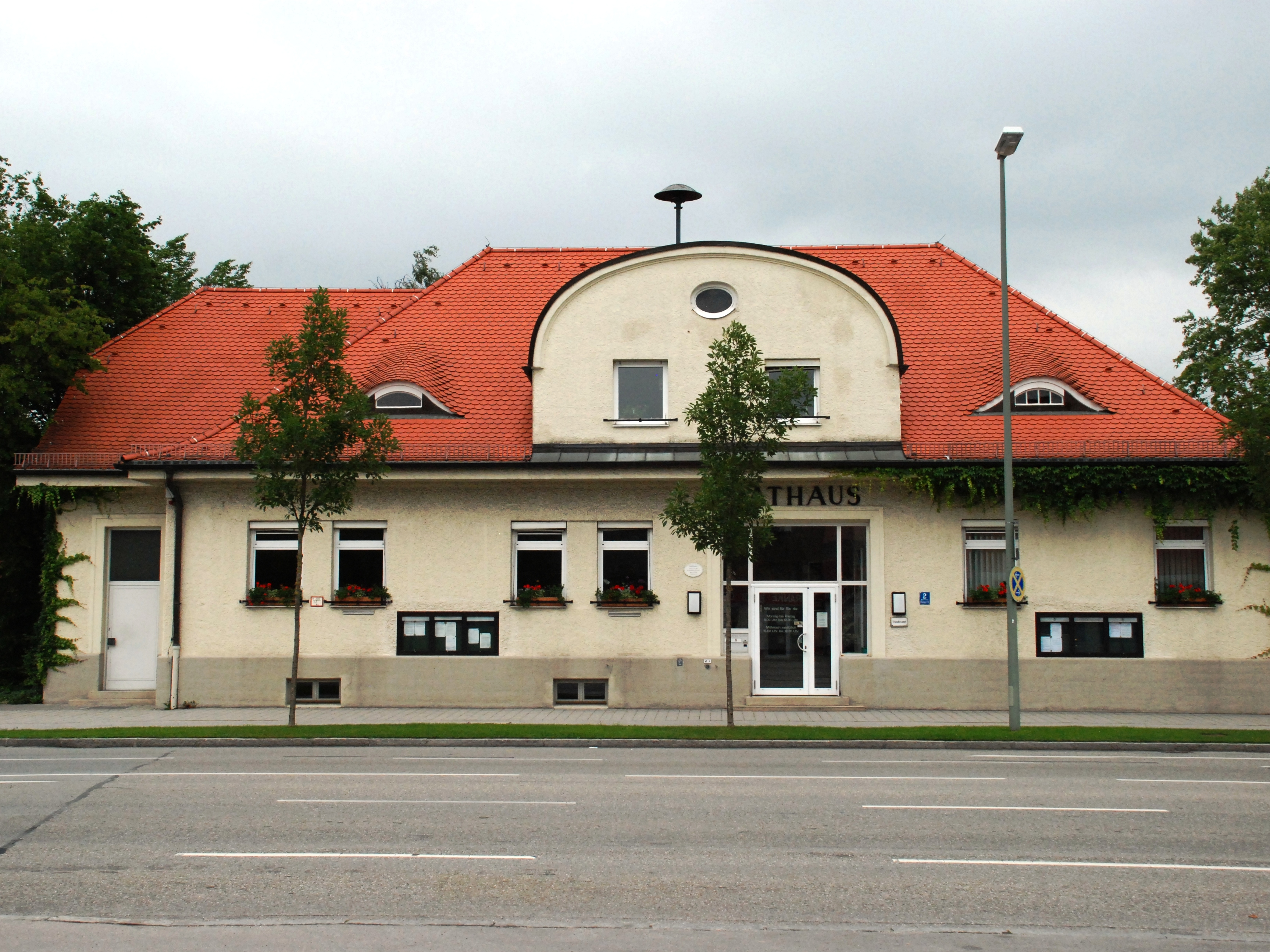
Neuried bei München
(Primăria)